# Hamburg-Tonndorf
Tonndorf ist ein Hamburger Stadtteil im Bezirk Wandsbek. Er dient überwiegend als Wohngebiet, an den Rändern gibt es einige gewerblich genutzte Flächen.

## Geografie

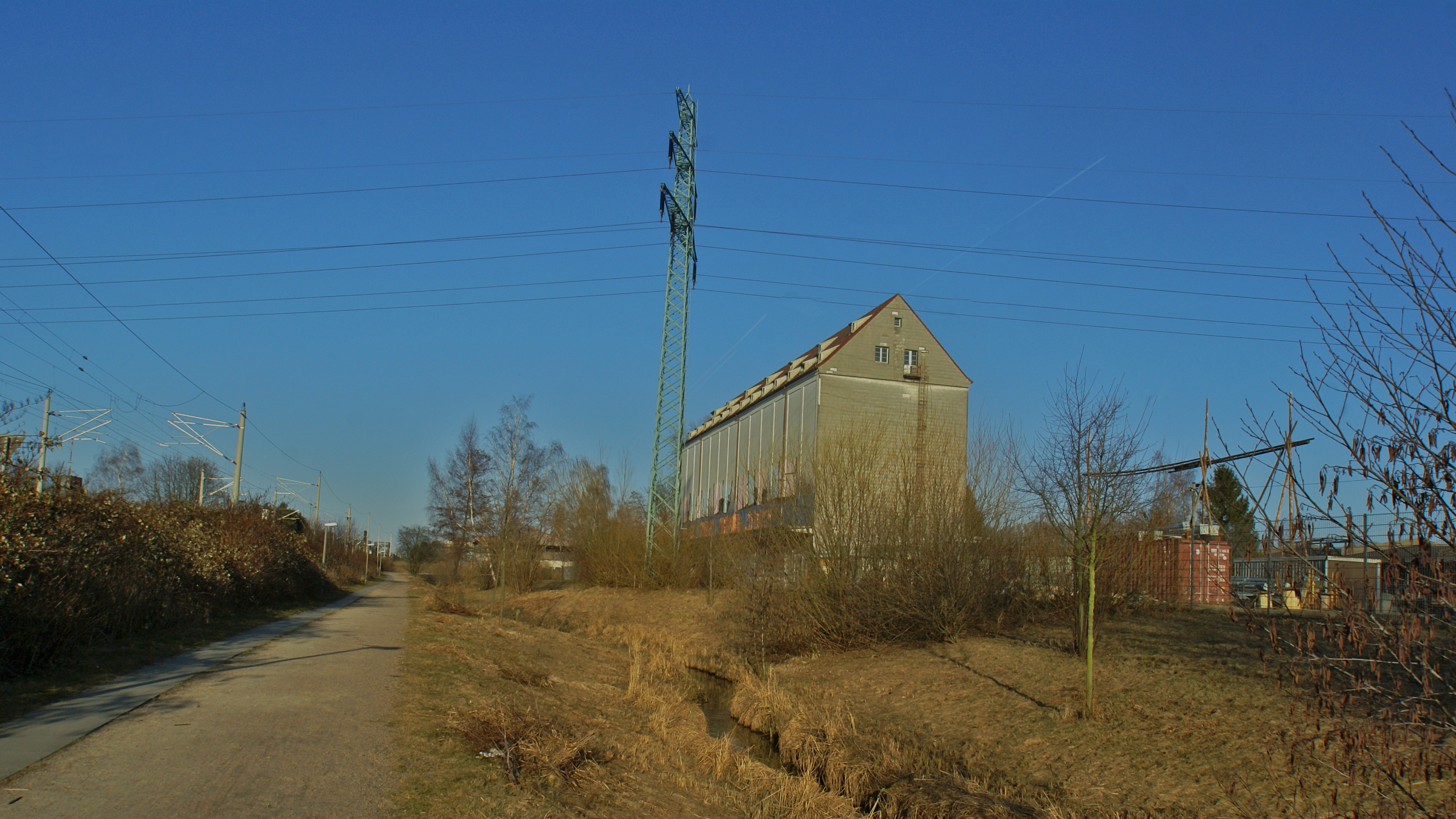
Die Rahlau beim Doraustieg

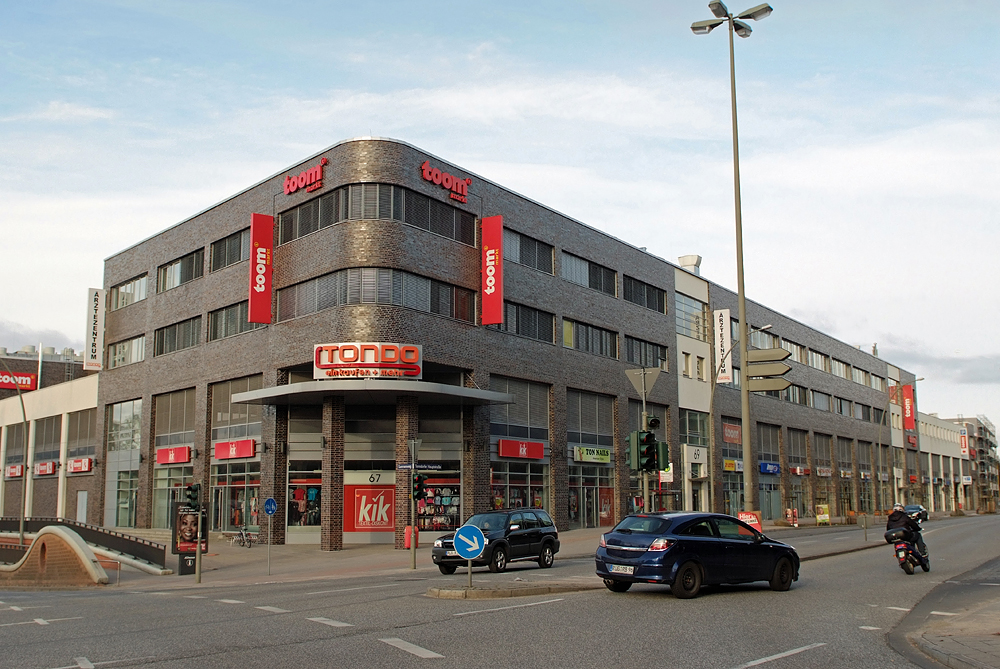
Einkaufszentrum „Tondo“ in Tonndorf

Tonndorf grenzt im Norden an Farmsen-Berne, im Osten an Rahlstedt, im Süden an Jenfeld und im Westen an Wandsbek.
In seinem nördlichen Teil wird es von der Wandse durchflossen, die teilweise eine sumpfige Niederung, die Tonndorfer Wiesen, bildet. Die Rahlau entspringt im Osten des Orts und fließt im Westen in die Wandse. Das Gebiet umfasst nur noch Teile der ursprünglichen Gemeinde Tonndorf-Lohe. Gemeindeteile wurden Rahlstedt zugeschlagen. Einen eigentlichen Ortskern gibt es nicht, im Bereich rund um den Bahnhof haben sich einige Einzelhandelsgeschäfte und Imbisse angesiedelt. Seit einigen Jahren befindet sich etwas östlich davon an der Tonndorfer Hauptstraße gegenüber dem Studio Hamburg das Einkaufszentrum „Tondo“.

## Geschichte
Aus Grabungsfunden, die in den letzten zwei Jahrhunderten gemacht wurden, ergeben sich Zeugen einer Besiedelung schon in der Frühgeschichte. Im Bereich der heutigen Straßen Tongrubenweg – Sonnenredder und Jenfelder Straße – Thingsberg haben sich früher Grabhügel befunden, zuletzt wurden in den 1930er Jahren bei Aushubarbeiten Gräber- und Besiedelungsfunde, wohl aus der Eisen- und Bronzezeit, gemacht. Im Bereich der Rahlau wurden 1935 Reste eines sächsischen Dorfes aus dem achten Jahrhundert gefunden.
Die erste urkundliche Erwähnung des Ortes Tonndorf stammt aus dem Jahr 1314, zu diesem Zeitpunkt war Todendorpe, der ursprüngliche Name des Dorfes, ein für die damalige Zeit großes Dorf mit acht Hufen. Der Name Todendorpe stammt wahrscheinlich aus der Zeit der Schauenburger Grafen und lässt auf den Ortsgründer, wahrscheinlich einen „Todo“, schließen. Erst im Laufe der Zeit wandelte sich der Name zu Tonndorf.
1342 wurde das Dorf für 110 Mark Silber (also etwa 25½ kg Silber) an das Kloster Reinbek verkauft. In der Folge kam das Dorf an das Amt Reinbek und 1646 an den Wandsbeker Gutsherrn Balthasar Behrens, der besonders an den vier an der Wandse gelegenen Mühlen interessiert war. Die Verlegung der Landstraße nach Lübeck führte zu einer Verlegung einzelner Höfe und damit zur Auflösung der alten Dorfanlage.
Der zum Kreis Stormarn in Schleswig-Holstein gehörende Ort wurde 1927 in die Stadt Wandsbek eingemeindet, der Ortsteil Lohe fiel an Rahlstedt. Durch das Groß-Hamburg-Gesetz von 1937 wurde Tonndorf zusammen mit Wandsbek ein Teil von Hamburg. Bei der Neuordnung der Hamburger Stadtteile 1949 erhielt Tonndorf einige Gebietsteile des früheren Wandsbeker Ortsteiles Hinschenfelde. Damit standen die heutigen Grenzen von Tonndorf fest.

## Statistik
- Anteil der unter 18-Jährigen: 17,5 % [Hamburger Durchschnitt: 16,8 % (2023)]
- Anteil der Haushalte mit Kindern: 18,6 % [Hamburger Durchschnitt: 17,8 % (2023)]
- Anteil der über 64-Jährigen: 17,0 % [Hamburger Durchschnitt: 17,8 % (2023)]
- Ausländeranteil: 23,4 % [Hamburger Durchschnitt: 20,7 % (2023)]
- Anteil von Leistungsempfängern nach SGB II: 10,7 % [Hamburger Durchschnitt: 10,0 % (2023)]
- Arbeitslosenquote: 6,6 % [Hamburger Durchschnitt: 6,2 % (2023)][4]

Tonndorf zählt zu den weniger wohlhabenden Hamburger Stadtteilen. Die durchschnittlichen jährlichen Einkünfte pro Steuerpflichtigem betrugen hier im Jahr 2020 etwa 36.735 Euro und sind niedriger als der Hamburger Durchschnitt (48.035 Euro).

## Politik
Für die Wahl zur Hamburgischen Bürgerschaft gehört Tonndorf zum Wahlkreis Wandsbek. Bei den Bürgerschaftswahlen 2025, 2020, 2015, 2011, 2008, 2004 und 2001 kam es zu folgenden Ergebnissen:
| Wahljahr | SPD    | CDU    | AfD    | Grüne 1) | Linke 2) | FDP    | Übrige    |
| -------- | ------ | ------ | ------ | -------- | -------- | ------ | --------- |
| 2025     | 36,1 % | 22,2 % | 12,0 % | 11,6 %   | 08,5 %   | 02,2 % | 07,4 %    |
| 2020     | 45,3 % | 10,2 % | 08,5 % | 18,2 %   | 07,1 %   | 04,2 % | 06,5 %    |
| 2015     | 51,6 % | 15,6 % | 08,9 % | 07,6 %   | 06,4 %   | 06,4 % | 03,5 %    |
| 2011     | 52,2 % | 22,8 % | –      | 07,6 %   | 05,8 %   | 05,9 % | 05,7 %    |
| 2008     | 34,4 % | 43,8 % | –      | 06,5 %   | 07,1 %   | 04,7 % | 03,5 %    |
| 2004     | 30,0 % | 50,4 % | –      | 07,2 %   | –        | 03,2 % | 09,2 %    |
| 2001     | 35,4 % | 26,4 % | –      | 05,1 %   | 00,1 %   | 04,9 % | 28,1 % 3) |

Bei den Wahlen zur Bezirksversammlung gehört Tonndorf zum Wahlkreis Marienthal, Jenfeld, Tonndorf und bei Bundestagswahlen zum Bundestagswahlkreis Hamburg-Wandsbek.

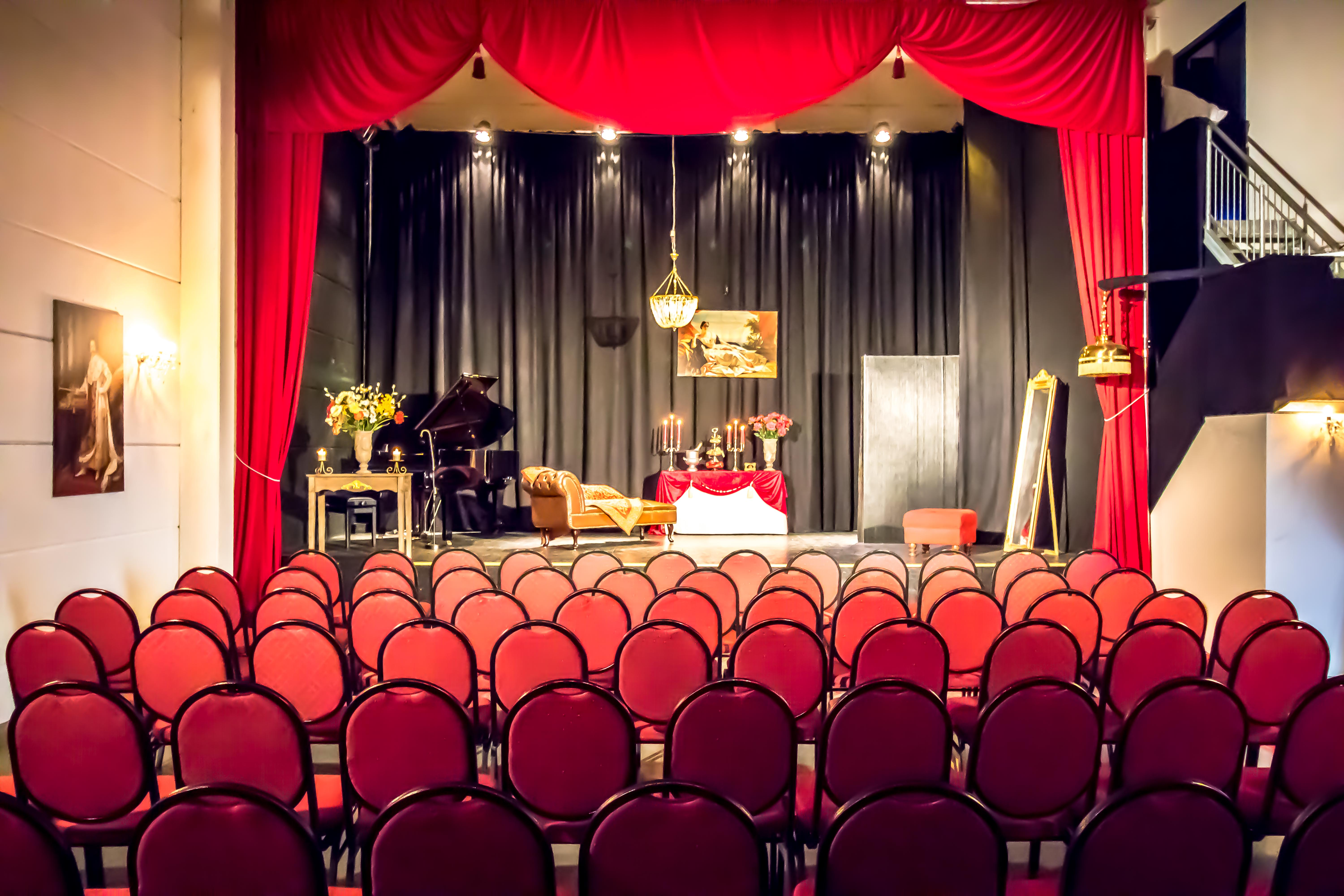
Opernfactory Theatersaal, Ahrensburger Straße 138

## Kultur und Sehenswürdigkeiten
Seit November 2012 gibt es in Tonndorf an der Ahrensburger Straße auch ein Musiktheater, die „Opernfactory“. Hier werden neben Opern, Operetten, Musicals und Chansons auch niederdeutsche Lesungen und Sprechtheaterproduktionen angeboten.

### Sport und Freizeit
Das Strandbad Ostende entstand aus einer vollgelaufenen Tongrube, deren Uferbereiche von dem Besitzer Mejer parzelliert und an Interessierte verpachtet worden sind. Das Ganze firmierte unter dem Namen Strandpark Ostende. Im Jahr 1935 beabsichtigte die Wehrmacht, im Zusammenhang mit dem Bau der Kasernen in der heutigen Wilsonstraße, an diesem See eine Militär-Badeanstalt einzurichten. Für diesen Zweck wurde die damalige Stadt Wandsbek vorgeschickt. Diese kaufte das Areal im November 1935 von dem Besitzer Mejer bzw. dessen Erben, kündigte sämtliche Pachtverträge und reichte das Areal 1936 an die Wehrmacht weiter. Diese errichtete dort die geplante Militär-Badeanstalt. Nach 1945 wurde dann die Militär-Badeanstalt als Freibad Ostende, später Strandbad Ostende, der Öffentlichkeit wieder zugänglich gemacht.
Im Volksmund wird die Namensgebung „Ostende“ häufig Soldaten zugeschrieben, die damit an ihre Stationierung im belgischen Nordseebad Ostende erinnern wollten. Dieser Zuschreibung des Namens widerspricht allerdings die Tatsache, dass bereits in der Flurkarte, die dem Verkauf des Geländes durch Mejer zugrunde lag, der See als „Der große Sonnensee“ mit dem Zusatz „Ostende“ bezeichnet ist, also die Bezeichnung „Ostende“ älter als die Nutzung durch Soldaten der Wehrmacht ist.

## Verkehr

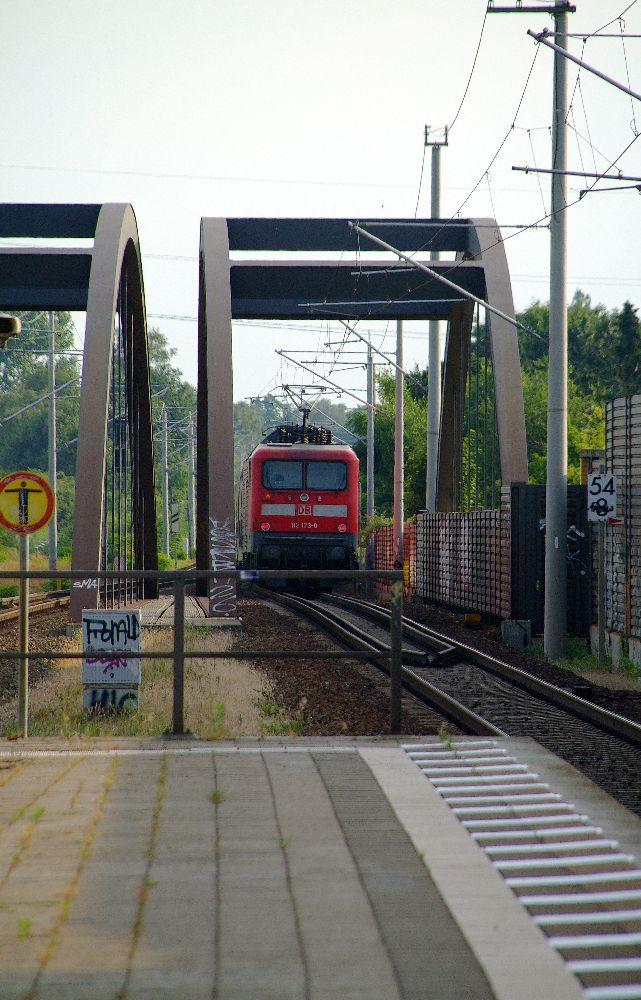
Bahnhof Hamburg Tonndorf

Tonndorf wird durch die Ahrensburger Straße/Stein-Hardenberg-Straße (ehemals B 75) und die Tonndorfer Hauptstraße (vormals B 435) durchschnitten. Parallel dazu verläuft die 1865 errichtete Bahnstrecke Lübeck–Hamburg, die durch den erst 1934 eröffneten und seit 2003 im Zuge der Aufhebung der Bahnübergänge völlig neu gestalteten Regionalbahnhof Hamburg Tonndorf (bis 2003 Hamburg-Wandsbek Ost) für eine Nahverkehrsanbindung über die Regionalbahnlinie RB 81 sorgt. Auf dieser Strecke ist die S-Bahn-Linie S4 von Hasselbrook bis Rahlstedt in Bau, die zweigleisig an der Nordwestseite der bestehenden Gleise entlangführen soll.
Die Straßen-Eisenbahn-Gesellschaft hatte Tonndorf 1913 an das Hamburger Straßenbahnnetz angeschlossen. Diese Verbindung bestand bis 1960.
Am 12. April 2006 wurde die Bahnunterführung Sonnenweg und 2007 die Unterführung der Tonndorfer Hauptstraße mit einer neuen Trassenführung eröffnet. Somit konnten die Pläne zur Aufhebung der Bahnübergänge, die erstmals 1913 verfasst wurden, umgesetzt werden.
Als Hauptverkehrsachse Richtung Süden verläuft die Jenfelder Allee zur Anbindung an die A 24 und nach Billstedt.

## Medien

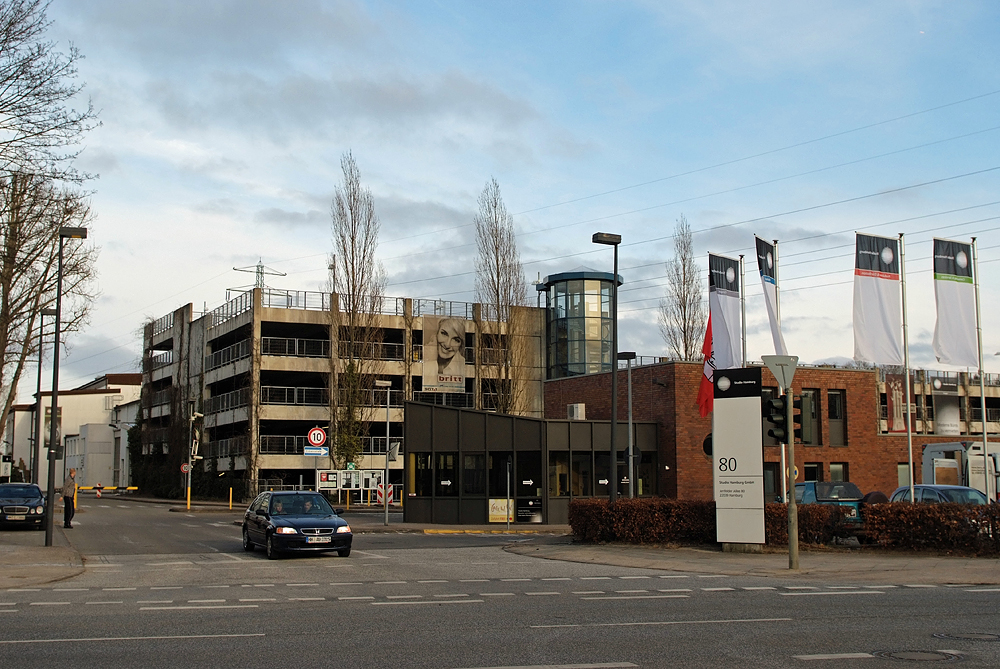
Einfahrt zum Studio Hamburg an der Jenfelder Allee

Recht zentral liegt das Studio Hamburg, in dem Fernsehsendungen und Filme produziert werden.

## Feuerwehr und THW
Im Jahr 1890 wurde die Freiwillige Feuerwehr Tonndorf gegründet. Die Freiwillige Feuerwehr Hamburg-Tonndorf ist für die Stadtteile Jenfeld und Tonndorf zuständig und ist ein fester Bestandteil des Stadtteils. Das Feuerwehrhaus an der Jenfelder Allee 75 beherbergt zwei Fahrzeuge zur Technischen Hilfeleistung und zum Brandschutz.
Neben der FF-Tonndorf ist auch die Berufsfeuerwehr Wandsbek an der Stein-Hardenberg-Straße im Stadtteil Tonndorf beheimatet, die den Rettungsdienst und Brandschutz für den Bereich Wandsbek gewährleistet. Ebenfalls in Tonndorf ist die Betriebsfeuerwehr von Studio Hamburg auf dem Studiogelände untergebracht.
Darüber hinaus ist der THW-Ortsverband Hamburg-Wandsbek mit zwei Technischen Zügen in Tonndorf stationiert. Obwohl primär für den Bezirk zuständig kann der Ortsverband durch seine modulare Struktur in ganz Hamburg und darüber hinaus eingesetzt werden.

## Bildung

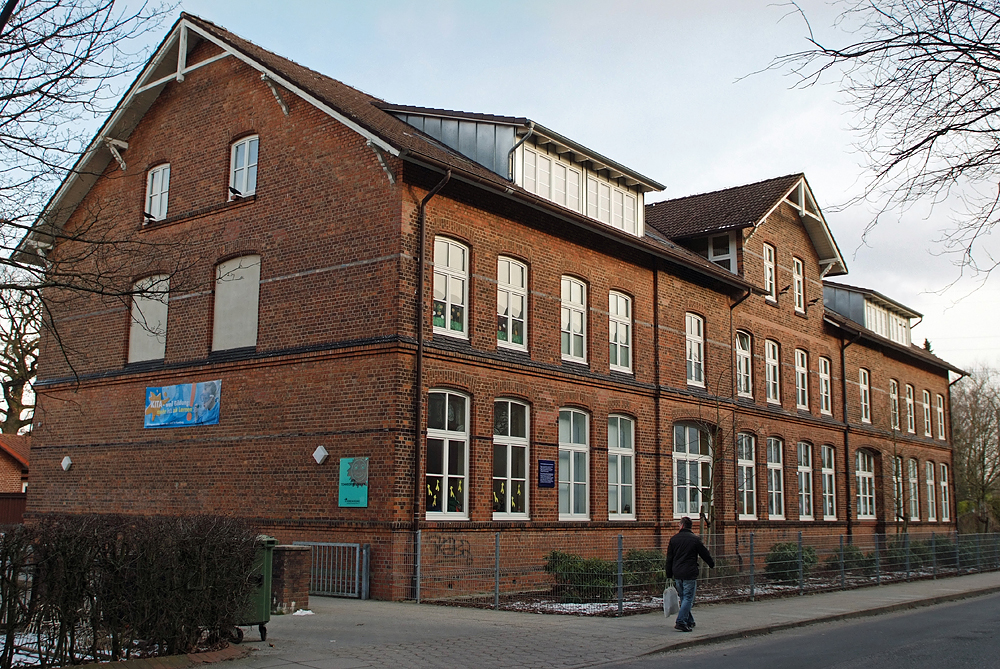
Teilgebäude der Grundschule Tonndorf, Eingang Tonndorfer Schulstraße 9

In Tonndorf befinden sich die „Grundschule Tonndorf“, die „Grundschule Eckerkoppel“ und die „Gyula-Trebitsch-Schule Tonndorf“, eine Stadtteilschule mit gymnasialem Zweig. Letztere ging aus dem „Gymnasium Tonndorf“ und der Haupt- und Realschule Sonnenweg hervor. Die beiden Schulen wurden zwischenzeitlich ab dem Schuljahr 2006/2007 zusammen mit der Grundschule „Eckerkoppel“ zur „Kooperativen Schule Tonndorf“ umgestaltet, diese Kooperation aber später wieder aufgelöst, sodass die Grundschule Eckerkoppel wieder eine eigenständige Schule ist. Die Gyula-Trebitsch-Schule wurde am 1. August 2011 nach dem Gründer des Studio Hamburgs umbenannt und trägt seitdem den Namen.